# Bucht von Bandon
Die Bucht von Bandon (อ่าวบ้านดอน – Ao Ban Don) ist eine Bucht im Golf von Thailand in der Provinz Surat Thani. Sie ist nach der Stadt Surat Thani benannt, die bis 1915 Ban Don hieß.
Die Bucht reicht vom Sui-Kap (แหลมซุย) im Amphoe Chaiya (Landkreis Chaiya) im Nordwesten bis zum Amphoe Kanchanadit (Landkreis Kanchanadit) im Osten. Die gesamte Küstenlinie beträgt etwa 100 Kilometer.
In der Bucht liegen die Mündungsgebiete der Flüsse (Maenam) Tapi und Phum Duang. Sie ist relativ seicht, mit Wassertiefen zwischen ein und fünf Metern. Entlang der Küsten gibt es aufgrund der hohen Sedimentation ein Wattenmeer, das mit Mangroven (Sonneratia spp., Rhizophora spp.) bewachsen war. Heute haben Garnelenfarmen die natürlichen Mangrovenwälder weitgehend verdrängt.